# Bárbra Bastías
Bárbra Lynda Celeste Bastías Hormazabal (Chile, 14 de febrero de 1982) es un árbitra internacional de fútbol de nacionalidad chilena y con categoría FIFA desde 2006. Ha arbitrado a nivel internacional los Campeonato Sudamericano Femenino Sub-17 de 2008, Campeonato Sudamericano Femenino Sub-20 de 2008 y la Copa Mundial Femenina de Fútbol Sub-20 de 2008. Se retiró en 2017.
Barbra Bastías fue designada como segunda asistente para el partido entre Melipilla y Everton por la Copa Chile Bicentenario en mayo de 2010 siendo la primera mujer árbitra en codirigir un partido oficial del Fútbol en Chile.

## Distinciones individuales
| Distinción             | Año  |
| ---------------------- | ---- |
| Mejor Árbitra de Chile | 2009 |